# تپه تورچان و آتورچان
تپه تورچان و آتورچان مربوط به اواخر هزاره ۱- دوران‌های تاریخی پس از اسلام است و در عجب شیر، جنب منبع آب شهر واقع شده و این اثر در تاریخ ۱۷ اسفند ۱۳۸۱ با شمارهٔ ثبت ۷۷۳۸ به‌عنوان یکی از آثار ملی ایران به ثبت رسیده است.